# Ginnastica ritmica ai Giochi della XXXIII Olimpiade - Concorso a squadre
La competizione del concorso a squadre di ginnastica ritmica ai Giochi della XXXIII Olimpiade si è svolta tra il 9 e il 10 agosto 2024 presso l'Arena Porte de la Chapelle a Parigi. Alla gara hanno preso parte 14 squadre in rappresentanza di altrettante nazioni. Ad una fase eliminatoria è seguita, nel giorno successivo, la finale a cui hanno avuto accesso solo 8 squadre. 
Il torneo è stato vinto dalla Cina che ha preceduto Israele e Italia.

## Qualificazioni
| Pos. | Nazione     | Punti       | Punti       | Punti  | Q |
| Pos. | Nazione     | 5           | 3 + 2       | Totale | Q |
| ---- | ----------- | ----------- | ----------- | ------ | - |
| 1    | Bulgaria    | 37.700 (2)  | 32.700 (2)  | 70.400 | Q |
| 2    | Italia      | 38.200 (1)  | 31.150 (6)  | 69.350 | Q |
| 3    | Ucraina     | 35.450 (6)  | 33.500 (1)  | 68.950 | Q |
| 4    | Francia     | 36.600 (3)  | 32.200 (4)  | 68.800 | Q |
| 5    | Cina        | 35.500 (5)  | 32.400 (3)  | 67.900 | Q |
| 6    | Israele     | 35.250 (7)  | 31.900 (5)  | 67.150 | Q |
| 7    | Uzbekistan  | 33.550 (10) | 30.450 (7)  | 64.000 | Q |
| 8    | Azerbaigian | 33.850 (8)  | 28.150 (9)  | 62.000 | Q |
| 9    | Brasile     | 35.950 (4)  | 24.950 (13) | 60.900 |   |
| 10   | Spagna      | 30.400 (13) | 30.000 (8)  | 60.400 |   |
| 11   | Australia   | 31.400 (11) | 27.05 (11)  | 58.450 |   |
| 12   | Messico     | 29.700 (14) | 27.800 (10) | 57.500 |   |
| 13   | Germania    | 33.700 (9)  | 23.650 (14) | 57.350 |   |
| 14   | Egitto      | 30.850 (12) | 25.050 (12) | 55.900 |   |

- In grassetto — punteggio massimo ottenuto nell'esercizio dell'attrezzo corrispondente.

## Finale
| Posizione | Nazionale   | 5          | 3 + 2      | Totale |
| --------- | ----------- | ---------- | ---------- | ------ |
|           | Cina        | 36.950 (1) | 32.850 (3) | 69.800 |
|           | Israele     | 35.600 (5) | 33.250 (2) | 68.850 |
|           | Italia      | 36.100 (3) | 32.000 (4) | 68.100 |
| 4         | Bulgaria    | 34.100 (7) | 33.700 (1) | 67.800 |
| 5         | Azerbaigian | 34.850 (6) | 31.600 (5) | 66.450 |
| 6         | Francia     | 35.750 (4) | 30.250 (7) | 66.000 |
| 7         | Ucraina     | 36.550 (2) | 29.150 (8) | 65.700 |
| 8         | Uzbekistan  | 34.050 (8) | 30.450 (6) | 64.500 |

- In grassetto — punteggio massimo ottenuto nell'esercizio dell'attrezzo corrispondente.